# Пескассеролі
Пескассеролі (італ. Pescasseroli) — муніципалітет в Італії, у регіоні Абруццо, провінція Л'Аквіла.
Пескассеролі розташоване на відстані близько 110 км на схід від Рима, 75 км на південний схід від Л'Акуїли.
Населення — 2240 осіб (2014).

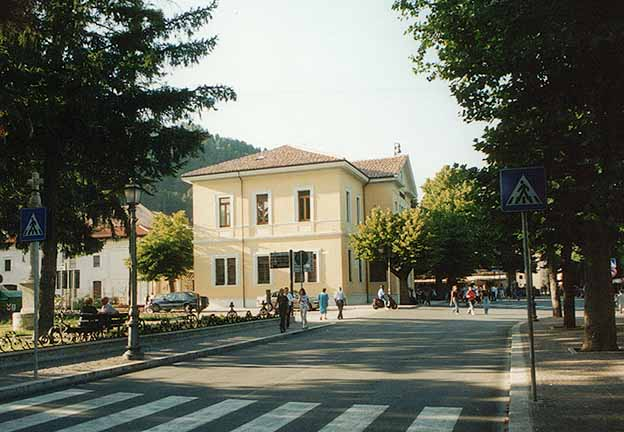

Щорічний фестиваль відбувається 30 червня. Покровитель — святий Петро.

## Демографія
Населення за роками:

Станом на 1 січня 2023 року в муніципалітеті офіційно проживало 205 іноземців з 29 країн, серед них 43 громадяни країн Євросоюзу та 5 громадян України.

## Сусідні муніципалітети
- Альвіто
- Бізенья
- Камполі-Аппенніно
- Джоя-дей-Марсі
- Лечче-ней-Марсі
- Опі
- Сан-Донато-Валь-ді-Коміно
- Сканно
- Віллаваллелонга